# Gira Desechable
Gira Desechable fue la primera gira de la cantante chilenomexicana Mon Laferte para presentar su primer álbum de estudio Desechable.
La gira embarcó países como Chile, México, Argentina y Perú. En el repertorio incluía prácticamente todas las canciones de Desechable y canciones que pronto formarían parte de su segundo disco Tornasol, además de covers de los Yeah Yeah Yeahs y la cantautora islandesa Björk, en algunas presentaciones en Chile incluyó en su repertorio canciones como "Yo Sin Tu Amor" o "Corazón Bandido" de su paso por el programa Rojo (programa de televisión) y correspondiente al álbum La chica de rojo

## Repertorio
1. No
2. Desechable
3. Te Quiero
4. Culpable
5. Odio
6. Date With The Night (cover)
7. Army of me (cover)
8. Tóxico
9. Muerte en el Ring
10. Te vas
11. Calma
12. Lo Mismo Que Yo
13. El
14. Hospital
15. Un Solo Hombre No Puedo Tener
16. Soy
17. Depresión

## Fechas de la gira
| Fecha                    | Ciudad             | País      | Recinto                                        |
| ------------------------ | ------------------ | --------- | ---------------------------------------------- |
| 23 de junio de 2011      | Cuautitlán Izcalli | México    | Rock Son Bar                                   |
| 9 de julio de 2011       | Antofagasta        | Chile     | El Balcón de Mario                             |
| 21 de julio de 2011      | México D.F.        | México    | Club 88                                        |
| 17 de agosto de 2011     | México D.F.        | México    | Estación Copilco                               |
| 18 de agosto de 2011     | Toluca             | México    | Foro Baúl                                      |
| 31 de agosto de 2011     | México D.F.        | México    | Metro Universidad                              |
| 9 de septiembre de 2011  | Cuautitlán Izcalli | México    | Rock Son Bar                                   |
| 12 de septiembre de 2011 | Monterrey          | México    | Instituto Tecnológico y de Estudios Superiores |
| 20 de septiembre de 2011 | México D.F.        | México    | Don Quintin Condesa                            |
| 1 de octubre de 2011     | Santiago de Chile  | Chile     | Plaza Italia                                   |
| 2 de octubre de 2011     | Coquimbo           | Chile     | Otsu Club                                      |
| 5 de octubre de 2011     | Santiago de Chile  | Chile     | La Tienda Nacional                             |
| 14 de octubre de 2011    | Cuautitlán Izcalli | México    | Rock Son Bar                                   |
| 25 de octubre de 2011    | México D.F.        | México    | Salón Pata Negra                               |
| 27 de octubre de 2011    | México D.F.        | México    | Estación La Raza                               |
| 18 de noviembre de 2011  | México D.F.        | México    | Mexicano Bar                                   |
| 23 de noviembre de 2011  | México D.F.        | México    | Foro Bataclan                                  |
| 4 de diciembre de 2011   | México D.F.        | México    | FRock And Road Bar                             |
| 10 de diciembre de 2011  | Buenos Aires       | Argentina | Bar Intimo                                     |
| 22 de diciembre de 2011  | Valparaíso         | Chile     | Espacio Mackenna                               |
| 24 de febrero de 2012    | Santiago de Chile  | Chile     | La Cueva Del Conejo                            |
| 30 de marzo de 2012      | Cuautitlán Izcalli | México    | Plaza Las Palomas                              |
| 14 de abril de 2012      | La Serena          | Chile     | Arcángel Discotheque                           |
| 9 de mayo de 2012        | Santiago de Chile  | Chile     | Centro Arte Alameda                            |
| 20 de mayo de 2012       | Viña del Mar       | Chile     | Club Divino                                    |
| 26 de mayo de 2012       | Santiago de Chile  | Chile     | Sala SCD                                       |
| 23 de junio de 2012      | Santiago de Chile  | Chile     | Club Chocolate                                 |
| 30 de junio de 2012      | México D.F.        | México    | Ángel de la Independencia                      |
| 3 de agosto de 2012      | Melchor Ocampo     | México    | Auditorio Municipal                            |
| 4 de agosto de 2012      | México D.F.        | México    | Parque España                                  |
| 24 de agosto de 2012     | México D.F.        | México    | Atlántico Club                                 |
| 20 de septiembre de 2012 | Lima               | Perú      | Bar Cocodrilo Verde                            |
| 10 de octubre de 2012    | México D.F.        | México    | El Vault                                       |
| 26 de octubre de 2012    | México D.F.        | México    | Centro de Eventos El Jere                      |
| 31 de octubre de 2012    | México D.F.        | México    | Antique Toy Museum Mexico                      |
| 28 de noviembre de 2012  | México D.F.        | México    | Escuela Nacional de AntropologÍa e Historia    |

- Datos: Q30902710